# Helicópteros de Rusia
Helicópteros de Rusia (en ruso: Вертолёты России, Vertolioty Rossii, en inglés Russian Helicopters) es una empresa rusa de diseño y fabricación de helicópteros con sede en Moscú. La empresa diseña y produce helicópteros civiles y militares. Su principal accionista es Rostec.  Fue el 24.º contratista de defensa más grande en 2012 por ingresos (su mejor año del siglo XXI) y el segundo más grande con sede en Rusia, después de Almaz-Antey. 

## Productos

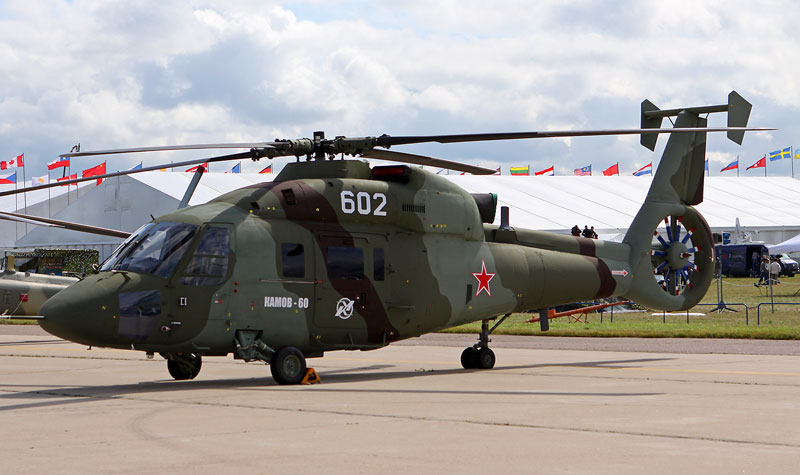
Kamov Ka-60

- Kamov Ka-27
- Kamov Ka-31
- Kamov Ka-52
- Kamov Ka-60
- Kamov Ka-226
- Kazan Ansat
- Mil Mi-8
- Mil Mi-17
- Mil Mi-24
- Mil Mi-26
- Mil Mi-28
- Mil Mi-34
- Mil Mi-38
- Mil Mi-54
- VRT 300
- VRT 500